# Johan Stenvall
Johan Stenvall, född 24 augusti 1711 i Varvs socken, Östergötlands län, död 24 juni 1790 i Herrestads socken, Östergötlands län, var en svensk präst.

## Biografi
Stenvall var son till bonden Per Nilsson och Brita Nilsdotter i Hässleby, Västra Stenby socken. Stenvall började sina studier i Linköping och började hösten 1734 vid Uppsala universitet. Han prästvigdes 9 juli 1740. 22 augusti 1744 blev han komminister i Vadstena församling. Stenvall blev 29 december 1761 kyrkoherde i Herrestads församling och tillträdde tjänsten 1762. 3 juli 1782 blev han kontraktsprost i Dals kontrakt. Stenvall avled 24 juni 1790 i Herrestads socken.

### Familj
Stenvall gifte sig 8 november 1744 med Hedvig Sophia Sotberg (1724-1799). Hon var dotter till rådmannen Gustaf Sotberg och Christina Göthe i Vadstena stad. De fick tillsammans barnen Brista Christina (född 1745), Maria Catharina, Petrus (1747-1748), Gustaf Johan (1750-1750), Eric Johan (född 1751), Christina Charlotta, Hedvig Sophia och Johannes (1760-1762).